# ITC Berkeley Oldstyle

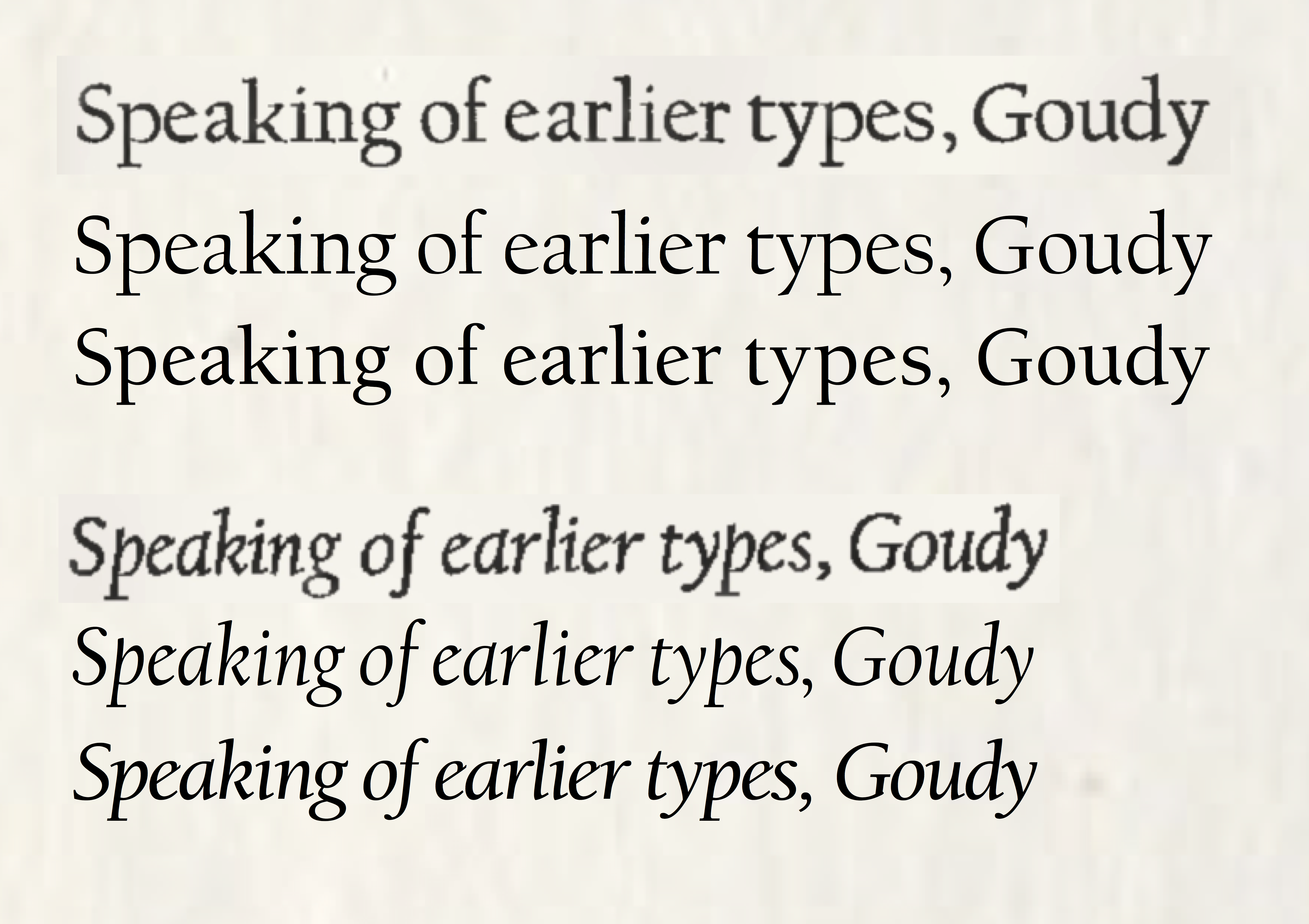
Frederic Goudys Californian Old Style der University of California in normalem und kursivem Schriftschnitt im Vergleich zu zwei Digitalisierungen: Californian FB und ITC Berkeley Old Style Medium.

Die ITC Berkeley Old Style ist eine Venezianische Renaissance-Antiqua und eine Fotosatzfassung der California Old Style von Frederic Goudy aus dem Jahre 1938. Goudy entwarf sie für die University of California Old Style, die sie erstmals 1940 für die University Press verwendete. 1956 gab die Firma Monotype die Schrift unter dem Namen Californian zum allgemeinen Verkauf heraus. Tony Stan (1917–1988) schuf die ITC-Version der Goudy-Schrift, die 1983 unter dem Namen ITC Berkeley Old Style herauskam.
Typisch für die Venezianische Renaissance-Antiqua ist die Schrägstellung des Querstriches beim kleinen e.